# 신흥대학교
신흥대학교(信興大學校, Shinheung College)는 대한민국 경기도 의정부시에 있었던 사립 전문대학이다. 2013년 3월 19일, 운영 법인의 일반대학인 한북대학교와 통합하여 폐교하였다.
개신교의 사랑을 바탕으로 홍익인간의 이념을 펼치기 위하여 인격의 완성, 국가와 사회에 봉사하는 전문직업인 양성하는 것을 건학이념으로, 1971년 사립 전문학교인 신흥보건전문학교로 설립되었고, 1979년 전문대학으로 개편되어 2011년 신흥대학교로 교명을 변경하였다. 한북대학교와 통합 후 2014년에 신한대학교로 교명을 변경하고 제1캠퍼스로 통합하여 이원화 캠퍼스 형태로 있다. 2014년 이후 43년만에 폐업했다.

## 연혁
신흥대학교는 1971년 12월, 경기도 의정부시 일대에서 학교법인 신흥학원에 의하여 신흥보건전문학교로 설립되었다. 이듬해 3월 개교하였다. 1979년 1월, 전문대학으로 개편하며 신흥보건전문대학으로 교명을 변경하였다. 1980년 9월, 신흥실업전문대학으로 교명을 변경한다. 1988년 3월 신흥전문대학으로 교명을 변경하였다. 1998년 5월, 신흥대학으로 교명을 변경한다. 2011년 11월, 신흥대학이 신흥대학교로 교명을 변경한다.
한편, 2013년 3월 19일, 학교법인 신흥학원에서 신청한 대학 통폐합 신청이 인가되어 2014년 1월 신한대학교로 교명을 변경하였다. 이듬해 4월 교명을 변경하면서 신한대학교 제1캠퍼스가 되어 현재에 이르고 있다.

## 교육편제
신흥대학교가 통폐합으로 폐지되기 직전까지 남아있던 전문학사 학위 과정 일람이다. 간호보건계열, 가정계열, 사회실무계열, 컴퓨터정보계열, 예체능계열 등 5개 계열을 설정하고 각각 간호과, 식품영양과, 유아교육과, 전자통신과, 실내디자인과 등 34개 학과를 설치하였다.

## 같이 보기
- 신한대학교
- 한북대학교